# Mende (Familienname)
Mende ist ein deutscher Familienname.

### A
- Alfred Mende (1886–1975), deutsches Stadtoriginal (Freiberg/Sachsen)
- August-Wilhelm Mende (1929–1986), deutscher Politiker, Abgeordneter des Hessischen Landtags

### B
- Bernhard Mende (1937–2004), deutscher Generalleutnant und Inspekteur der Luftwaffe

### C
- Carl Mende (Holzstecher) (1817–1853), deutscher Xylograph
- Carl Adolf Mende (1807–1857), deutscher Kriegs- und Genremaler
- Clara Mende (1869–1947), deutsche Politikerin (DVP), MdR
- Claudia Mende (Journalistin), deutsche Journalistin und Autorin des Sachbuchs Wir sind anders, als ihr denkt: Der arabische Feminismus
- Claudia Mende (Kinderbuchautorin), deutsche Kinderbuchautorin
- Claudia Mende (Schauspielerin), deutsche Schauspielerin, Darstellerin in Tohuwabohu (Fernsehserie)

### D
- Dietrich Mende (1899–1990), deutscher Ministerialbeamter, Journalist und Publizist
- Dirk-Ulrich Mende (* 1957), deutscher Politiker und Oberbürgermeister der Stadt Celle

### E
- Erich Mende (1916–1998), deutscher Jurist und Politiker
- Erling von Mende (* 1940), deutscher Universitätsprofessor der Sinologie
- Eva Mende (* 1975), deutsche Schauspielerin

### F
- Frank-Thomas Mende (* 1949), deutscher Schauspieler und Regisseur
- Friedrich Wilhelm Ernst Mende (1805–1886), deutscher Pfarrer und Pädagoge
- Fritz Mende (1843–1879), deutscher Politiker, Präsident des Lassalleschen Allgemeinen Deutschen Arbeitervereins
- Fritz Mende (Literaturwissenschaftler) (1920–2001), deutscher Literaturwissenschaftler

### G
- Georg Mende (Politiker) (1883–1951), deutscher Politiker und Oberbürgermeister
- Georg Mende (1910–1983), deutscher Philosoph
- Gerhard von Mende (1904–1963), deutscher nationalsozialistischer Russlandforscher
- Gerhard Mende (1912–1945), deutscher Physiker
- Gert-Uwe Mende (* 1962), deutscher Politiker (SPD) und Oberbürgermeister von Wiesbaden
- Gudrun Mende (* 1955), deutsche Lebensraumgestalterin, Pädagogin, Sachbuchautorin, Synchron- und Hörbuchsprecherin
- Gunther Mende (* 1952), deutscher Musikproduzent

### H
- Hans-Jürgen Mende (Historiker) (1945–2018), deutscher Historiker
- Hans-Jürgen Mende (Moderator) (* 1960), deutscher Moderator
- Hans-Ulrich von Mende (* 1943), deutscher Architekt, Illustrator und Journalist
- Helmuth Mende (1884–1932), deutscher Jurist
- Herbert Mende (1939–1968), deutsches Opfer der Berliner Mauer
- Herbert G. Mende (1915–1987), deutscher Ingenieur und Fachschriftsteller

### J
- Jan Mende (* 1964), deutscher Museologe und Historiker
- Janne Mende, deutsche Politikwissenschaftlerin
- Johann Friedrich Mende (1743–1798), deutscher Maschinenbauer
- Johann Gottlob Mende (1787–1850), deutscher Orgelbauer
- Johann Robert Mende (1824–1899), deutscher Architekt
- Julius Mende (1944–2007), österreichischer Künstler, Autor und Politiker

### K
- Karl Mende (Kaufmann) (1882–1968), deutscher Großkaufmann
- Karl Adolph Mende (1807–1857), deutscher Maler
- Karl Friedrich Mende (1721–1787), deutscher evangelischer Prediger
- Karsten Mende (* 1968), deutscher Eishockeyspieler und Manager der Iserlohn Roosters
- Käthe Mende (1878–1963), deutsche Nationalökonomin und Sozialarbeiterin jüdischer Abstammung
- Kurt Mende (1907–1944), deutscher Politiker (NSDAP) und SA-Führer
- Kurt Erich Mende (1886–1945?), deutscher Grafiker, Gestalter von Bucheinbänden und Schutzumschlägen

### L
- Lambert Mende (* 1953), kongolesischer Politiker
- Lea Mende, deutsch-amerikanische Schauspielerin
- Lothar Mende (* 1952), deutscher Politiker (CDU)
- Lotte Mende (1834–1891), deutsche Schauspielerin
- Louis Mende (1782–1857), deutscher Bankier und Wohltäter
- Ludwig Julius Caspar Mende (1779–1832), deutscher Gynäkologe
- Lukas Schmidt-Mende (* 1972), deutscher Physiker und Hochschullehrer

### M
- Manfred Schmidt-Mende (1929–2021), deutscher Chirurg und Urologe
- Mareike Mende (* 1985), deutsche Fußballspielerin
- Martin Mende (1898–1982), deutscher Unternehmer (Radio Mende)
- Matthias Mende (Kunsthistoriker) (* 1937), deutscher Kunsthistoriker
- Matthias Mende (Radsportler) (* 1979), deutscher Radsportler
- Michael Mende (1945–2008), deutscher Technikhistoriker

### O
- Oskar Mende (Holzstecher) (1846–nach 1876), deutscher Holzstecher
- Oskar Mende (Politiker) (1886-nach 1937), deutscher Wagnermeister, SA-Mitglied und Stadtverordneter der NSDAP in Halle an der Saale, Chefredakteur vom Reichsfachverbandsblatt für das deutsche Stellmacher-, Wagner- und Karosseriebau-Handwerk
- Otto Mende (Widerstandskämpfer) (Karl Hans Otto Mende; 1907–1944), deutscher kommunistischer Widerstandskämpfer gegen den Nationalsozialismus und NS-Opfer
- Otto Hermann Mende (Hermann Mende; 1885–1940), deutscher Unternehmer

### P
- Peter Mende (1934–2016), deutscher Diplomat
- Privatus von Mende, Bischof von Javols

### R
- Reinhard Mende (1930–2012), deutscher freischaffender Fotograf

### S
- Silke Mende (* 1977), deutsche Historikerin
- Sten Mende (* 1969), deutscher Kameramann
- Sven Mende (* 1994), deutscher Fußballspieler

### U
- Ulrich Mende (* 1953), deutscher Kinderdarsteller
- Ursula Mende (* 1938), deutsche Kunsthistorikerin

### W
- Walter Mende (1944–2018), deutscher Politiker (SPD)